# КВН-98/64 (паровой котёл)
КВН-98/64 — паровой котёл, предназначенный для генерации перегретого пара при сжигании топлива (флотский мазут) в топке.

## Описание
Котёл КВН-98/64 — высоконапорный, вертикальный, водотрубный, двух коллекторный, с естественной циркуляцией.
- Паропроизводительность котла составляла 98 т/ч перегретого пара;
- Температура пара 470°С;
- Давление пара 64 кг/см2;
- Удельный расход топлива 0,360 кг/л.с. в час;
- КПД котла 84 %.

## Принцип действия
Форсунки подавали в топку котла подогретый, тщательно профильтрованный и тонко распыленный мазут. Турбовентиляторы нагнетали в герметически закрытую котельную топку воздух, а компрессор дополнительный воздух уходящих газов после экономайзеров. Кроме топлива и воздуха, в котел подавалась питательная вода предварительно подогретая до температуры 100 °С. Для этого использовали отработавший пар от вспомогательных механизмов — нефтяных и питательных насосов, турбовентиляторов, имевшихся в двойном комплекте (резерв требовался для повышения живучести установки).
Отработавший пар направлялся в охлаждаемый забортной водой главный конденсатор. Там он превращался в воду (конденсат), которая по трубопроводам шла вновь в котёл — так осуществлялся цикл «пар — конденсат».
Ресурс трубной системы котла до полной замены составлял около 10 000-15 000 часов (25 000 часов проектом).